# Волков Анатолій Іванович
Анатолій Іванович Волков (15 березня 1927, місто Дніпропетровськ, тепер Дніпро Дніпропетровської області — 28 лютого 2014, місто Запоріжжя) — український радянський діяч, металург, старший вальцювальник, майстер стану, начальник цеху заводу «Запоріжсталь» Запорізької області. Герой Соціалістичної Праці (28.05.1960). Член ЦК КПУ в 1960—1981 роках.

## Біографія
Народився в родині залізничника. У 1947 році закінчив Дніпропетровський індустріальний технікум.
У 1947—1951 роках — підручний вальцювальника, вальцювальник тонколистового цеху, в 1951—1968 роках — старший вальцювальник тонколистового цеху металургійного заводу «Запоріжсталь» імені Серго Орджонікідзе Запорізької області.
Член КПРС з 1956 року.
Освіта вища. У 1967 році заочно закінчив Запорізький філіал Дніпропетровського металургійного інституту із спеціальності обробка металу тиском.
У 1968—1977 роках — майстер прокатного стану, начальник зміни, начальник цеху слябінга металургійного комбінату «Запоріжсталь» імені Серго Орджонікідзе Запорізької області.
У 1977—1987 роках — працівник центральної заводської лабораторії, вальцювальник цеху гарячої прокатки тонкого листа металургійного комбінату «Запоріжсталь» імені Серго Орджонікідзе Запорізької області.
З 1987 по 2010 рік — директор бази відпочинку «Металург» на острові Хортиця в місті Запоріжжі.
Помер 28 лютого 2014 року.

## Нагороди
- Герой Соціалістичної Праці (28.05.1960)
- орден Леніна (28.05.1960)
- орден Жовтневої Революції (30.03.1971)
- орден Трудового Червоного Прапора (19.07.1958)
- медаль «За розвиток Запорізького краю» (2004)
- медалі